# Scaphiopodidae
Scaphiopodidae é uma família de anfíbios pertencentes à ordem anura, subordem Mesobatrachia.

## Géneros e espécies
- Género Scaphiopus
  - Scaphiopus couchii Baird, 1854
  - Scaphiopus holbrookii (Harlan, 1835)
  - Scaphiopus hurterii Strecker, 1910
- Género Spea
  - Spea bombifrons (Cope, 1863)
  - Spea hammondii (Baird, 1859)
  - Spea intermontana (Cope, 1883)
  - Spea multiplicata (Cope, 1863)